# کریستین ویلیس
کریستین ویلیس (انگلیسی: Christine Willes) بازیگر اهل کانادا است.
از فیلم‌ها یا برنامه‌های تلویزیونی که وی در آن نقش داشته‌است، می‌توان به گردش شنل‌قرمزی، شاخ‌ها، ترفند درمان و کارآگاه خوش‌خوراک اشاره کرد.